# جری الیسن
جری الیسن (انگلیسی: Jerry Allison; ۳۱ اوت ۱۹۳۹ – ۲۲ اوت ۲۰۲۲) موسیقی‌دان و نوازنده درامز اهل ایالات متحده آمریکا بود.